# Josh Ruben
Joshua Benjamin Ruben (nascut el 30 de juny de 1983) és un actor, còmic, director i productor estatunidenc. Ha dirigit les pel·lícules de comèdia de terror Scare Me (2020) i Werewolves Within (2021), totes dues rodades a prop de la seva ciutat natal a la Hudson Valley a Nova York, juntament amb la propera pel·lícula Heart Eyes (2025). Abans va treballar per a CollegeHumor i continua apareixent als programes originals de Dropout.

## Primers anys i educació
Ruben va néixer a Washington, D.C. Va créixer a Woodstock (Nova York), amb dos mig germans, un dels quals és la cantant i compositora Rachael Yamagata. Va actuar en teatre juvenil i aspirava a convertir-se en actor còmic. Es va graduar a l'Onteora High School el 2001. Va treballar en una benzinera abans de ser acceptat al The New Actors Workshop a la ciutat de Nova York als 19 anys.

## Carrera
Com que no va poder aconseguir un agent en els seus primers anys a la ciutat de Nova York, Ruben va treballar al cinema com a figurant i Best Boy. Amb l’amic de la infància Sam Reich i d'altres, va formar el grup de comèdia Dutch West, que va fer vídeos de comèdia d'esquetx per a Internet. Gràcies al seu treball amb el grup, CollegeHumor el va contractar com a empleat, i va escriure i dirigir centenars dels seus vídeos curts "Originals". Ha aparegut al programa de jocs Dropout Game Changer i el seu spin-off Make Some Noise, ambdues presentades per Reich, i s'acredita com a productor executiu d'aquesta última sèrie.
Ruben es va traslladar a Los Angeles el 2016. Va treure del seu CollegeHumor 401(k) per escriure, produir i dirigir Scare Me, una pel·lícula de comèdia de terror rodada a Cooper Lake fora de Woodstock. Protagonitzat per Ruben com a aspirant a escriptor allotjat en una cabana al bosc, es va estrenar al Festival de Cinema de Sundance de 2020. La seva següent pel·lícula, Werewolves Within, basat en el videojoc, també es va rodar a la zona de la Hudson Valley. Es va estrenar amb elogis de la crítica al Festival de Cinema de Tribeca el juny de 2021. Està previst que dirigirà la pel·lícula de terror de ciència-ficció Green Bank. Heart Eyes, una comèdia romàntica slasher s'estrenarà el 7 de febrer de 2025.